# Politique en Ouganda
L’Ouganda est une république multipartite à régime présidentiel où le président est à la fois chef de l’État et chef du gouvernement. Le pouvoir exécutif est aux mains du gouvernement tandis que le pouvoir législatif est partagé entre le gouvernement et l’Assemblée nationale. L’activité des partis politiques est réduite depuis 1986 en raison de la guerre civile. La démocratie non partisane introduite par Yoweri Museveni n’a pas mis fin à l’existence des partis mais ils ne peuvent pas faire campagne ou présenter des candidats directement (bien que les candidats aient le droit d’appartenir à un parti). Ce système a été aboli en référendum en juillet 2005.
Lors des élections présidentielles de février 2006, Museveni fut déclaré vainqueur contre sept adversaires, dont un en exil, Kizza Besigye. Les observateurs nationaux et internationaux qualifièrent l’élection de régulière et démocratique[réf. nécessaire]. Des heurts avaient éclaté au cours de la campagne de l’opposition, marquée par la détention d’activistes, des accusations criminelles à l’encontre de Besigye et l’utilisation de fonds étatiques pour la campagne.
La dernière élection présidentielle a eu lieu le 14 janvier 2021, le scrutin fut de nouveau remporté par Museveni, cette fois ci avec un score de 58,38 % dès le premier tour.

## Pouvoir exécutif
| Fonction                         | Nom              | Depuis          | Parti |
| -------------------------------- | ---------------- | --------------- | ----- |
| Président de la république       | Yoweri Museveni  | 26 janvier 1986 | NRM   |
| Vice-présidente de la République | Jessica Alupo    | 14 juin 2021    | NRM   |
| Première ministre                | Robinah Nabbanja | 21 juin 2021    | NRM   |

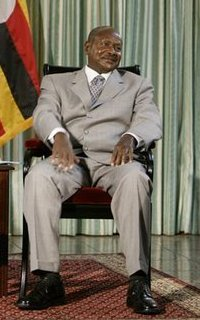
Yoweri Museveni

Le président de la république est chef de l’État, élu au suffrage universel pour un mandat de cinq ans. Le cabinet des ministres est nommé par le président parmi les parlementaires élus. Le Premier ministre assiste le président dans la supervision du cabinet.

## Pouvoir législatif
Le Parlement compte 292 membres dont 214 sont élus hors parti dans des circonscriptions à siège unique et 78 sont élus par des groupes d’intérêt. La représentation des groupes d’intérêts compte 53 femmes (une par district), 5 représentants des jeunes, 5 représentants des handicapés et 5 représentants des syndicats professionnels. Les dernières élections législatives ont eu lieu en mars 2006.

## Partis politiques et élections
Le 4 mai 2005, l’Assemblée nationale s’est prononcée en faveur un référendum sur le retour des partis politiques sur le devant de la scène. Le référendum a eu lieu le 28 juillet 2005, lors duquel la population ougandaise a accepté la réintroduction des partis.
Les principaux partis politiques sont :
- le mouvement de résistance nationale,
- le Congrès du peuple ougandais,
- le Forum pour le changement démocratique,
- et le Parti démocrate.

## Pouvoir judiciaire
Le pouvoir judiciaire est indépendant des pouvoirs législatif et exécutif. L’organisation judiciaire comprend des cours de magistrats, des hautes cours, des cours d’appel et enfin la Cour suprême. Les juges des hautes cours sont nommés par le président. Les juges des cours d’appel sont nommés par le président avec l’aval du parlement.

## Droit
La constitution ougandaise a été adoptée le 8 octobre 1995 par l’Assemblée constituante chargée de débattre du projet de constitution proposé en mai 1993. Le système légal est basé depuis 1995 sur la common law anglaise et subsidiairement sur le droit coutumier africain. L’Ouganda reconnaît l’autorité de la Cour internationale de justice, avec des réserves.